# Статнік Катерина Олегівна
Катери́на Оле́гівна Ста́тнік (нар. 21 січня 1992, Нова Каховка — 8 січня 2020, Тегеран) — старша бортпровідниця рейсу PS752 Boeing 737. Герой України.

## Біографія
Народилася 21 січня 1992 року в Новій Каховці. У 2009 році закінчила школу № 8, що спеціалізується на поглибленому вивченні іноземних мов. Знала англійську та французьку мови.
Після цього навчалася у Київському університеті економіки і права на факультеті міжнародних відносин. Згодом закінчила курси стюардес.
Працювала бортпровідницею в компанії «МАУ».
8 січня 2020 року загинула внаслідок збиття літака Boeing 737 рейсу PS752 авіакомпанії «Міжнародні авіалінії України» ракетами Протиповітряної оборони Ірану. За словами офіційних представників Ірану, причиною трагедії став людський фактор.
Поховали Катерину Статнік у селищі Нова Маячка Олешківського району Херсонської області.

## Нагороди
- Звання Герой України з удостоєнням ордена «Золота Зірка» (29 грудня 2020, посмертно) — за героїзм і самовіддані дії, виявлені під час виконання службового обов'язку[6]

## Особисте життя
Мала сестру, яка проживає в Херсоні.